# Миллион Волде
Миллион Волде (амх. ሚሊዮን ወልዴ; род. 17 марта 1979, Аддис-Абеба) — эфиопский легкоатлет, бегун на длинные дистанции. Олимпийский чемпион 2000 года на дистанции 5000 метров. Серебряный призёр чемпионата мира 2001 года. Двукратный чемпион мира по кроссу 1998 года в личном первенстве и в командном зачёте среди юниоров. На чемпионате мира 1997 года выступал в беге на 3000 метров с препятствиями, но не смог выйти в финал. Бронзовый призёр чемпионата мира по кроссу 1999 года в командном зачёте. После 2001 года его преследовали травмы, поэтому больше он никаких серьёзных успехов не добился. В 2008 году принимал участие в Рас-эль-Хаймском полумарафоне, на котором занял 18-е место с результатом 1:12.41.